# Cittadino X
Cittadino X (Citizen X) è un film tv del 1995 diretto da Chris Gerolmo, ispirato alla storia del mostro di Rostov.

## Trama
Negli anni '80, un serial killer si imbarca in una follia omicida, uccidendo giovani vagabondi. Il patologo Viktor Burakov, a capo delle indagini, vuole mettere fine alle uccisioni, ma la burocrazia sovietica lo ostacola in ogni momento. Per riuscire nell'impresa occorreranno dieci anni di indagini.